# Maridi
Maridi ist eine Kleinstadt im Maridi East County des Bundesstaates Western Equatoria im Südsudan. Der Ort hat etwa 107.000 Einwohner (Schätzung 2017) und liegt unweit der Grenze zur Demokratischen Republik Kongo, etwa 295 km westlich von Juba, der Hauptstadt des Südsudan. Maridi ist der wichtigste Handelsplatz des Bundesstaates und verfügt über einen Regionalflughafen mit unbefestigter Landebahn.
Mit Hilfe von USAID wurde 2011 ein Elektrizitätswerk in Maridi eingeweiht.

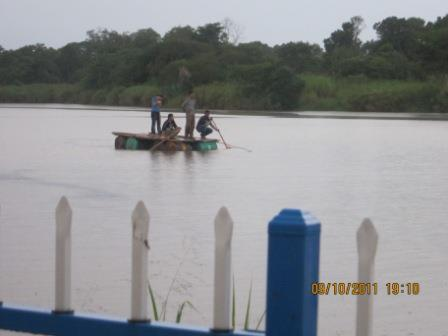
Boote am Kazana Lake
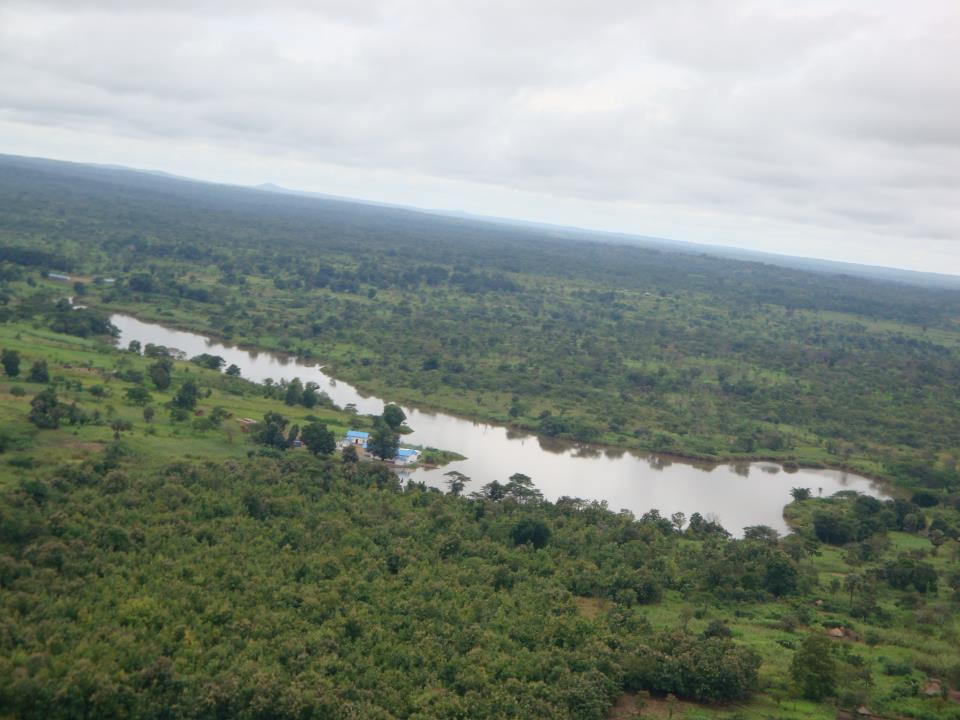
Luftbild des Kazana Lake
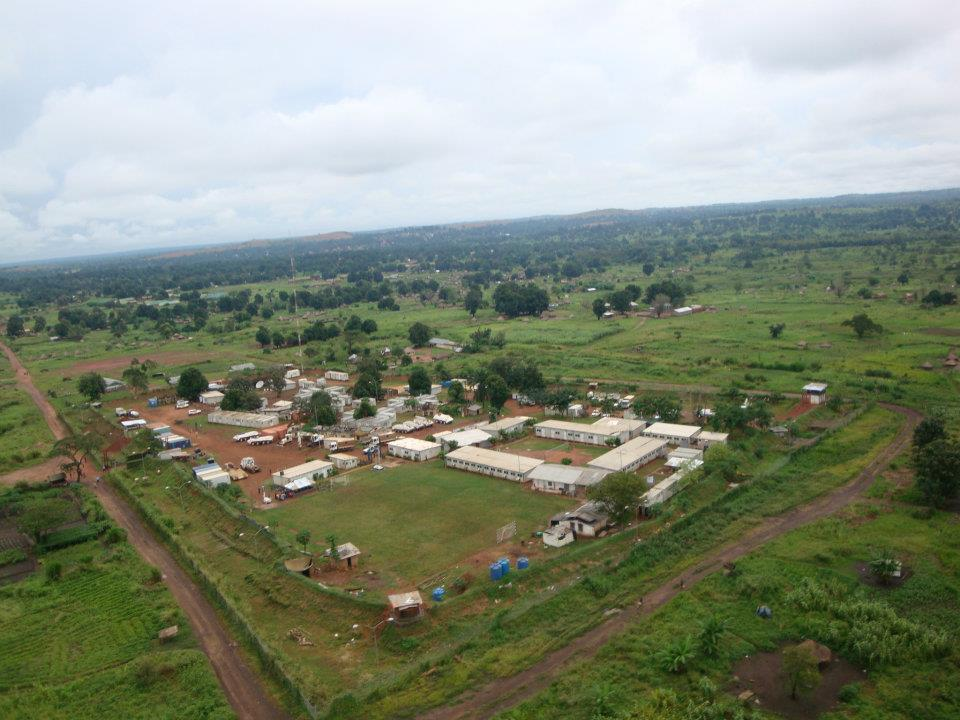
Luftbild des UN-Camps von Maridi